# Paul Slythe
Paul Slythe (* 5. September 1974) ist ein ehemaliger britischer Sprinter, der sich auf den 400-Meter-Lauf spezialisiert hatte.
In der 4-mal-400-Meter-Staffel kam er bei den Hallenweltmeisterschaften 1995 in Barcelona mit der britischen Mannschaft auf den vierten Platz und gewann bei den Commonwealth Games 1998 in Kuala Lumpur mit der englischen Stafette Silber. Bei den Halleneuropameisterschaften 2000 belegte er mit der britischen Stafette den vierten Rang.

## Bestzeiten
- 400 m: 45,94 s, 26. Juli 1998, Birmingham
  - Halle: 47,22 s, 8. Februar 1997, Birmingham